# Taeniodera ebenina
Taeniodera ebenina är en skalbaggsart som beskrevs av Jakl 2008. Taeniodera ebenina ingår i släktet Taeniodera och familjen Cetoniidae. Inga underarter finns listade i Catalogue of Life.